# El-Kurru

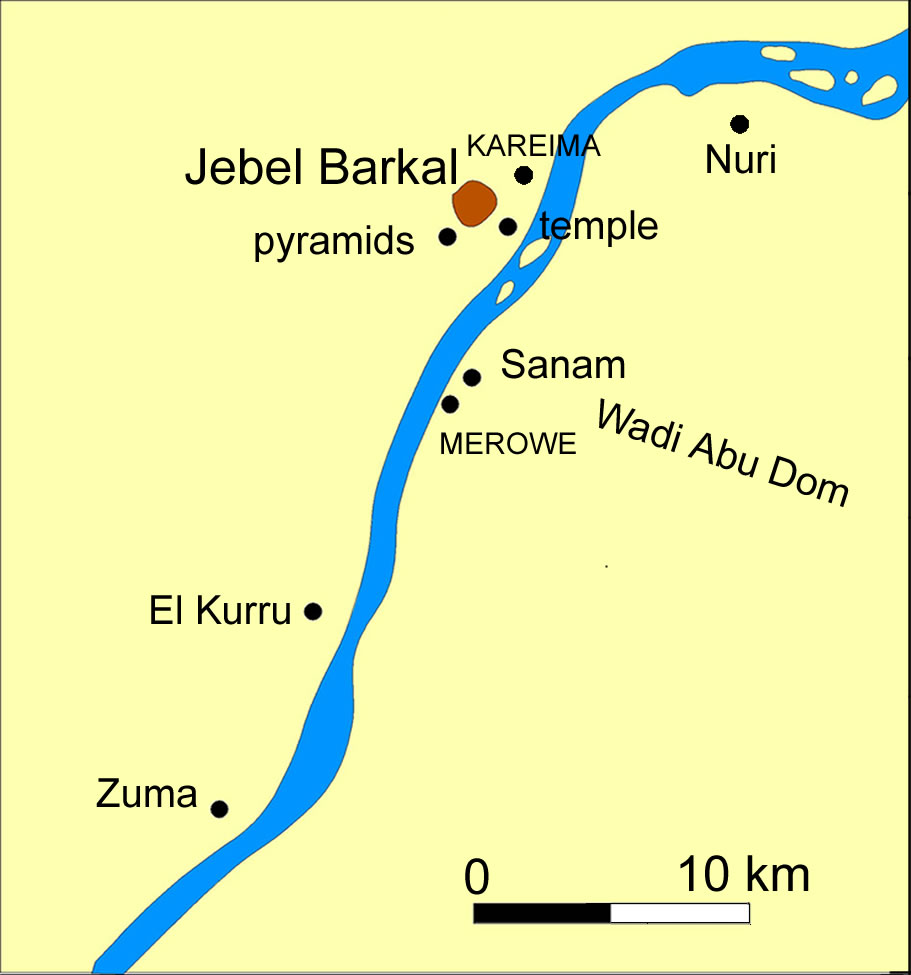
El-Kurru elhelyezkedése

El-Kurru (الكرو) az egyik királyi temető volt, amelyet a Kusita Királyság és az ókori egyiptomi XXV. dinasztia uralkodócsaládja használt. A mai Szudán területén, az Északi államban található. A legtöbb núbiai piramis a kusita korszak elején épült, Alara (i. e. 795–752) és Nasztaszen (i. e. 335–315) királyok uralkodása között. A lelőhelyet George Reisner tárta fel.
A területet két vádi három részre osztja. A középső rész a legrégebbi, itt számos halomsír található a Napatai Királyság előtti időkből. Reisner úgy vélte, hogy a legkorábbi sír, a Tum.1 az egyiptomi I. Sesonk idejében készült, i. e. 850 körül, és kb. kétszáz évvel korábbi, mint a Napatai Királyság létrejötte. Ma a tudósok (Kendall, Hakem, Totok) úgy vélik, a temető legkorábbi részének története a ramesszida korba nyúlik vissza, az első temetésekre az egyiptomi XX. dinasztia idejében (i. e. 1070 körül) került sor, bár Kendall azóta módosított álláspontján, és úgy véli, a helyes időpont mégis közelebb áll a Reisner által megállapítotthoz.
A temető legmagasabb pontján négy halomsír áll (Tum. 1, 2, 4 és 5). Északra, az északi vádin túl található a Tum.6. A halomsíroktól keletre sorban legalább nyolc piramis áll, az egyikük részben egy halomsír (a Tum.19) területére épült. A piramisok közül a legdélebbi Kasta királyé, mellette feleségéé, Pebatjmáé áll. Ez előtt a sor előtt másik piramissor áll, köztük Piye, Sabaka és Tanutamon piramisa.
Pebatjma piramisától délre a déli vádin átkelve lehet eljutni a déli piramisokig. Ezek a királynéi piramisok, Naparaye (K.3), Hensza  (K.4), Kalhata (K.5) és Arti (K.6) sírja.
A középkorban, mikor ez a terület Makuria keresztény királyság részét képezte, el-Kurru fallal körülvett települést alkotott, ami kb. 1200-ig fennállt. Ebben a korban a núbiai keresztények különféle graffitókkal látták el a Ku. 1 piramist, többek közt monogramokkal, keresztény jelképekkel és számos hajó képével, amellyel talán egy folyami felvonulást örökítettek meg.

## El-Kurru-i piramisok és sírok
- Tum. 1, a legrégebbi el-Kurru-i sír
- Tum. 2, egy női koponyát találtak benne[3]
- Tum. 4
- Tum. 5
- Tum. 6, a Tum.1-től északra fekszik, az északi vádi túloldalán
- Tum. 19, a többi halomsírtól keletre található, a K.13 piramis miatt egy része elpusztult

A Napatai Királyság korában (i. e. 750–650) és később épült piramisok
- K.1 – Ismeretlen király piramisa (i. e. 362–342 közti, Harsziotef után, Akharatan előtt). Az egyik legnagyobb piramis. Piye piramisa (K.17) közvetlen közelében, attól délre fekszik.[3]
- K.2
- K.3 – Naparaye királyné, Piye lánya, Taharka nővér-felesége
- K.4 – Hensza királyné, Kasta lánya, Piye nővér-felesége
- K.5 – Kalhata királyné, Sabataka felesége, Tanutamon anyja
- K.6 – Arti királyné, Piye lánya, Sabataka nővér-felesége
- K.7 – Talán Pebatjma királyné, Kashta felesége
- K.8 – Kasta király, Piye apja
- K.9 – Talán Alara király
- K.10
- K.11 – a piramisban egy női koponyát találtak[3]
- K.13
- K.14
- K.15 – Sabaka király, Kasta fia, Piye fivére
- K.16 – Tanutamon király, Sabataka és Kalhata fia; a sírban két, jó állapotban fennmaradt kamra falai és teteje festéssel díszített
- K.17 – Piye király, Kasta fia
- K.18 – Sabataka király, Piye fia. Kasta piramisától nyugatra, a halomsíroktól délre helyezkedik el. Egy koponyát találtak itt, amely talán magáé Sabatakáé lehetett.[3]
- K.21
- K.23 – Kasta piramisa (K.8) mellett áll[3]
- K.52 – Noferukakasta királyné, Piye felesége
- K.53 – Tabiri királyné, Alara lánya, Piye felesége
- K.54 – Talán Pekszater királyné, Kasta lánya, Piye felesége

## Lovak sírjai
A K.51–K.55 piramisoktól úgy 120 méterre északnyugatra négy sorban lovak sírjait találták meg. A sorokban négy, nyolc, nyolc, négy sír helyezkedik el. Az első sorban található négy sír valószínűleg Piye idejéből származik, a második sor Sabaka, a harmadik sor Sabataka, a negyedik Tanutamon idejéből. A sírokat mind kirabolták, de megállapítható, hogy a lovakat állva temették el, teljes lószerszámmal.

## Feltárások a közelmúltban
A területen jelenleg a Régiségek és Múzeumok Nemzeti Tanácsával együttműködésben, a Katar–Szudán Régészeti Projekt részleges támogatásával tajlik ásatás dr. Geoff Emberling (Kelsey Régészeti Múzeum, Michigan) és dr. Rachael J. Dann (Koppenhágai Egyetem, Egyiptomi és Szudáni Régészeti Tanszék) vezetésével.

## Egyéb núbiai királyi temetők
- Nuri
- Dzsebel Barkal
- Meroéi piramisok

## Gallery

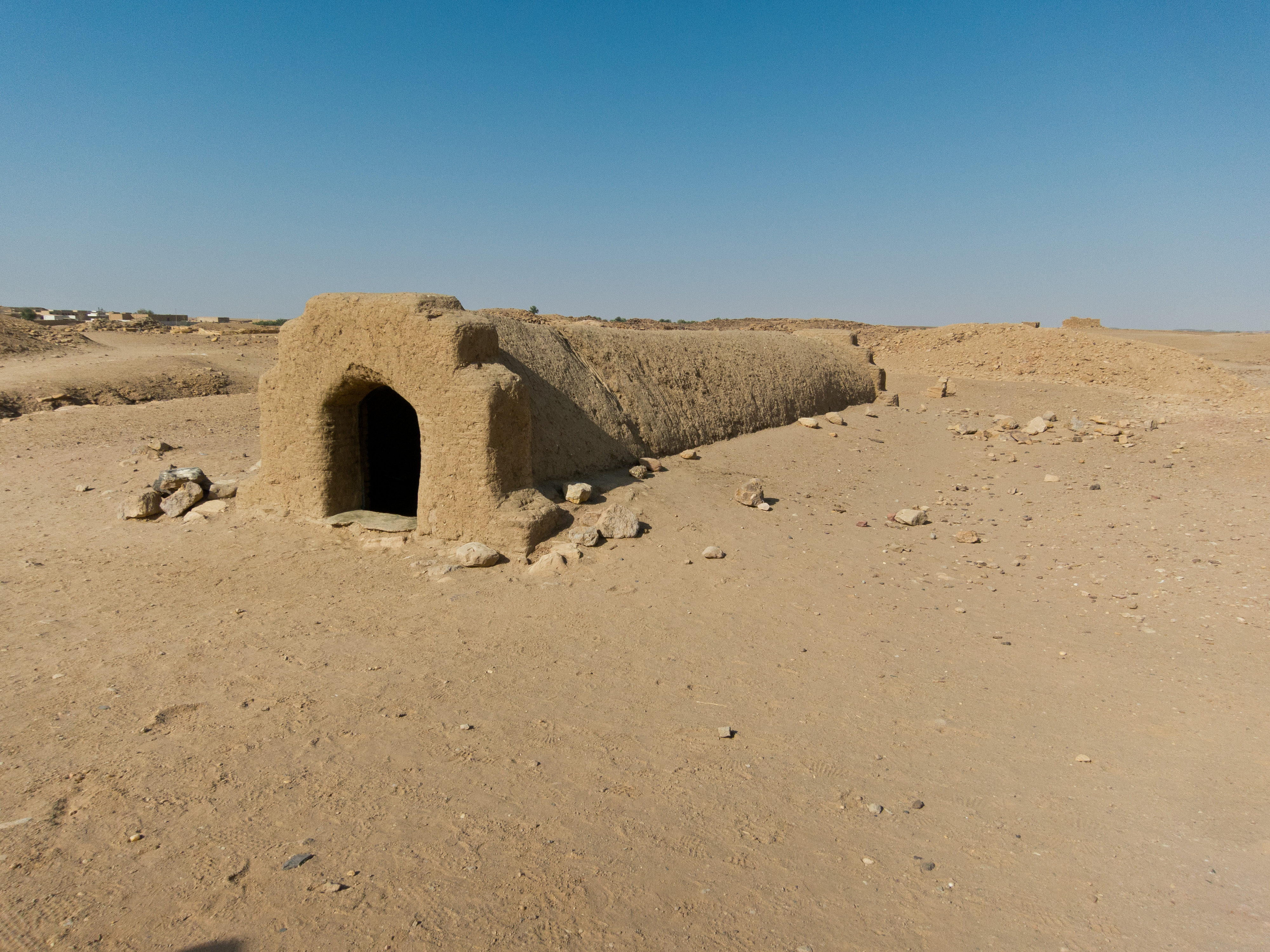
Az egyik núbiai sír kívülről
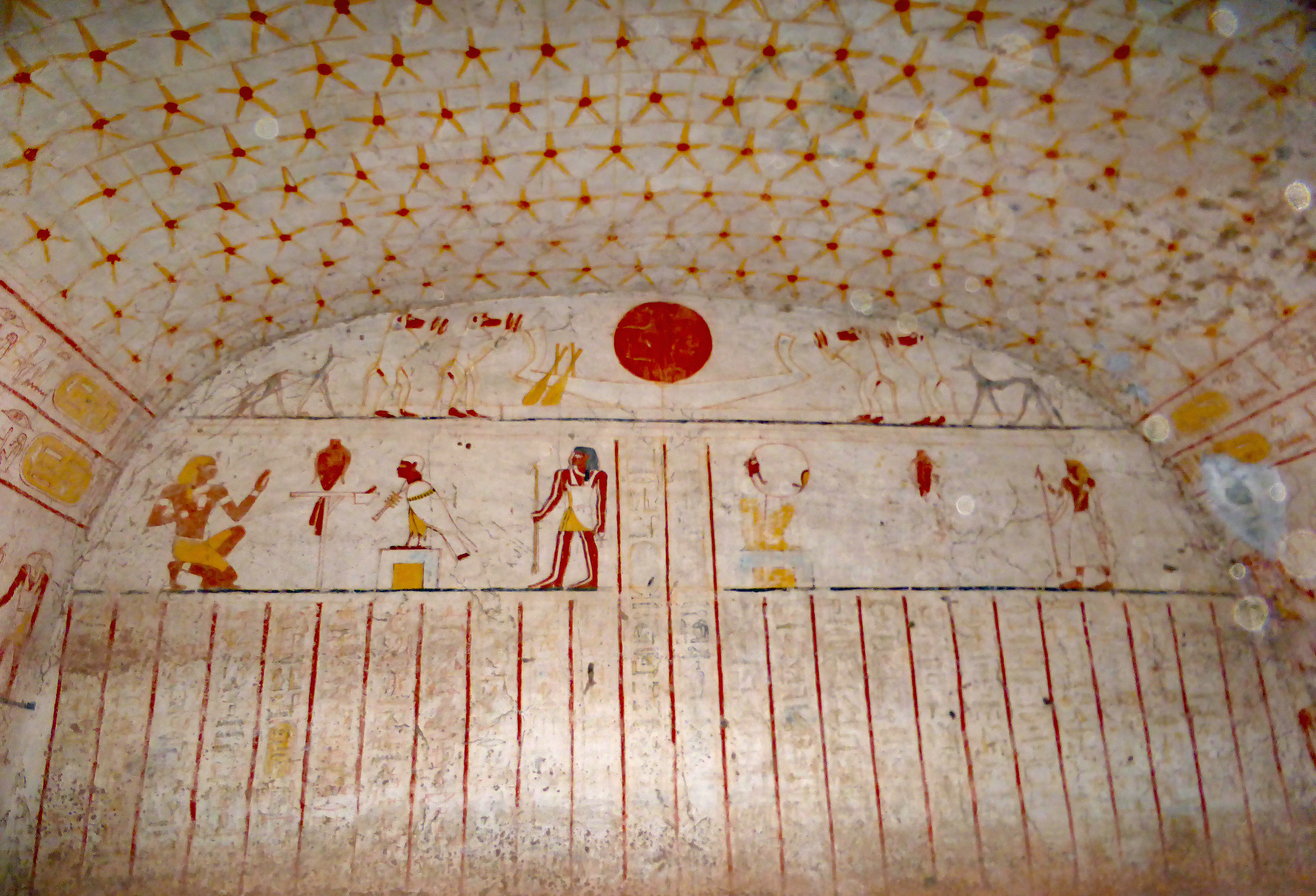
Tanutamon sírkamrája
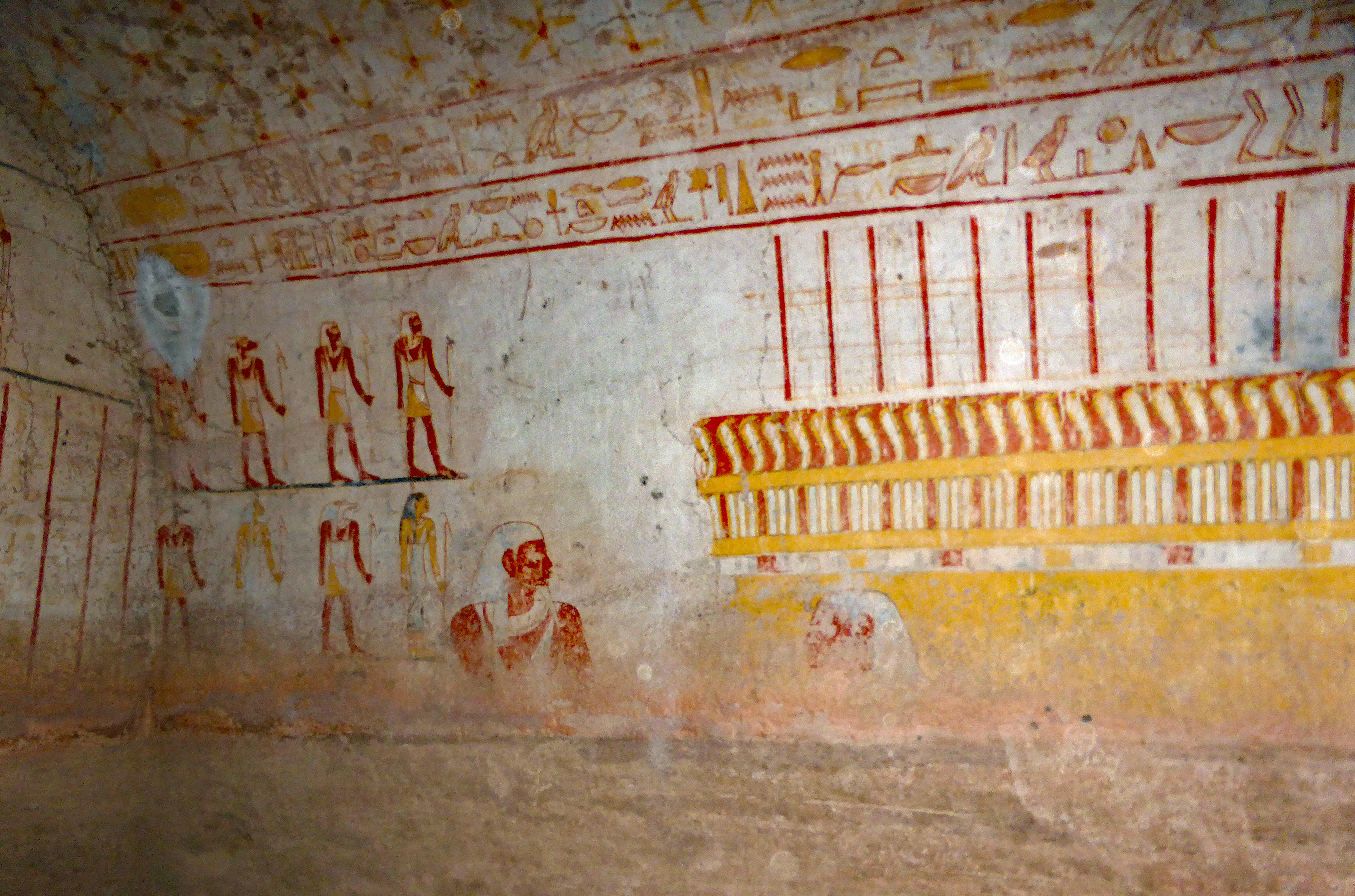
Tanutamon sírkamrája
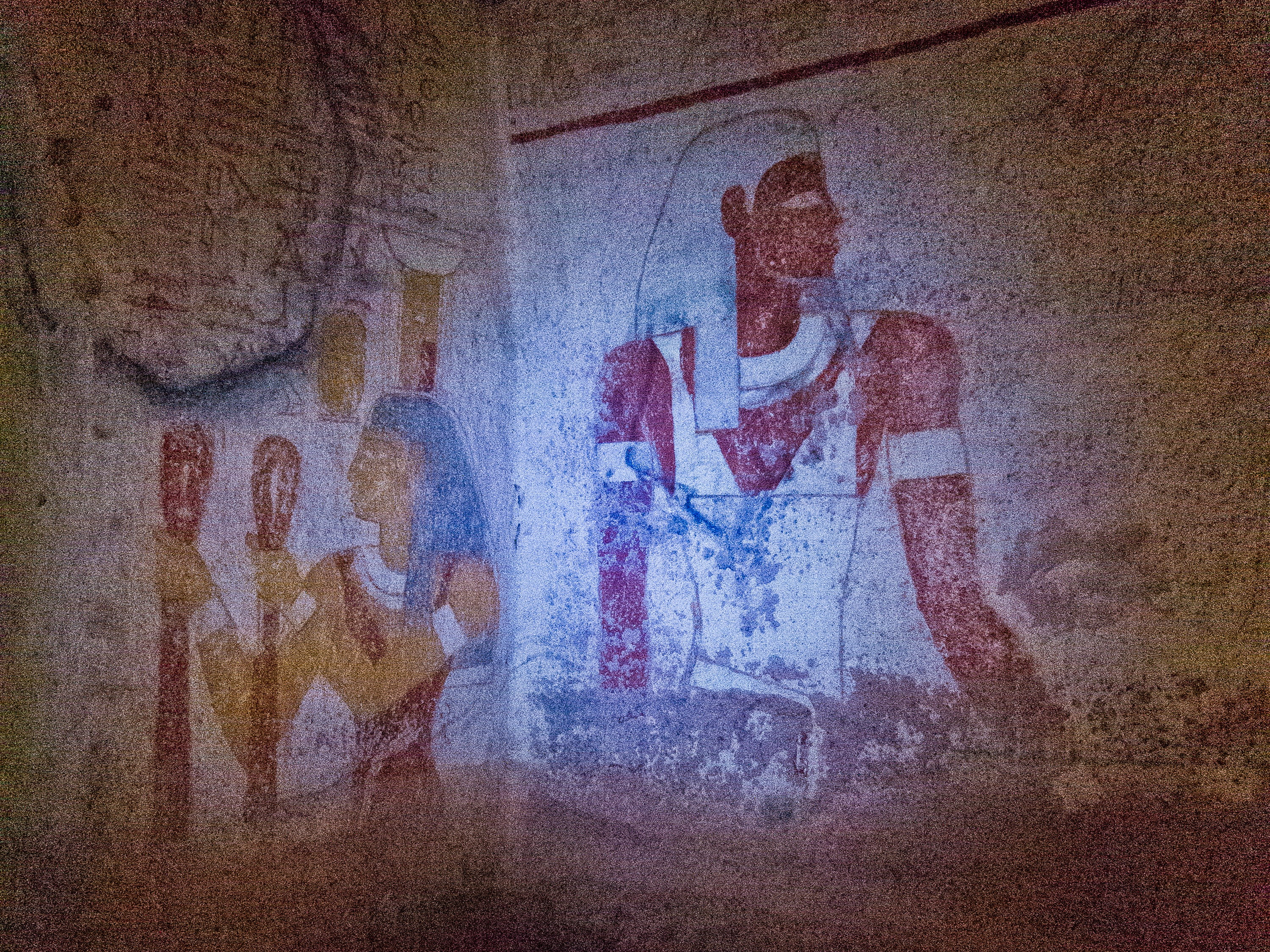
Tanutamon sírkamrája
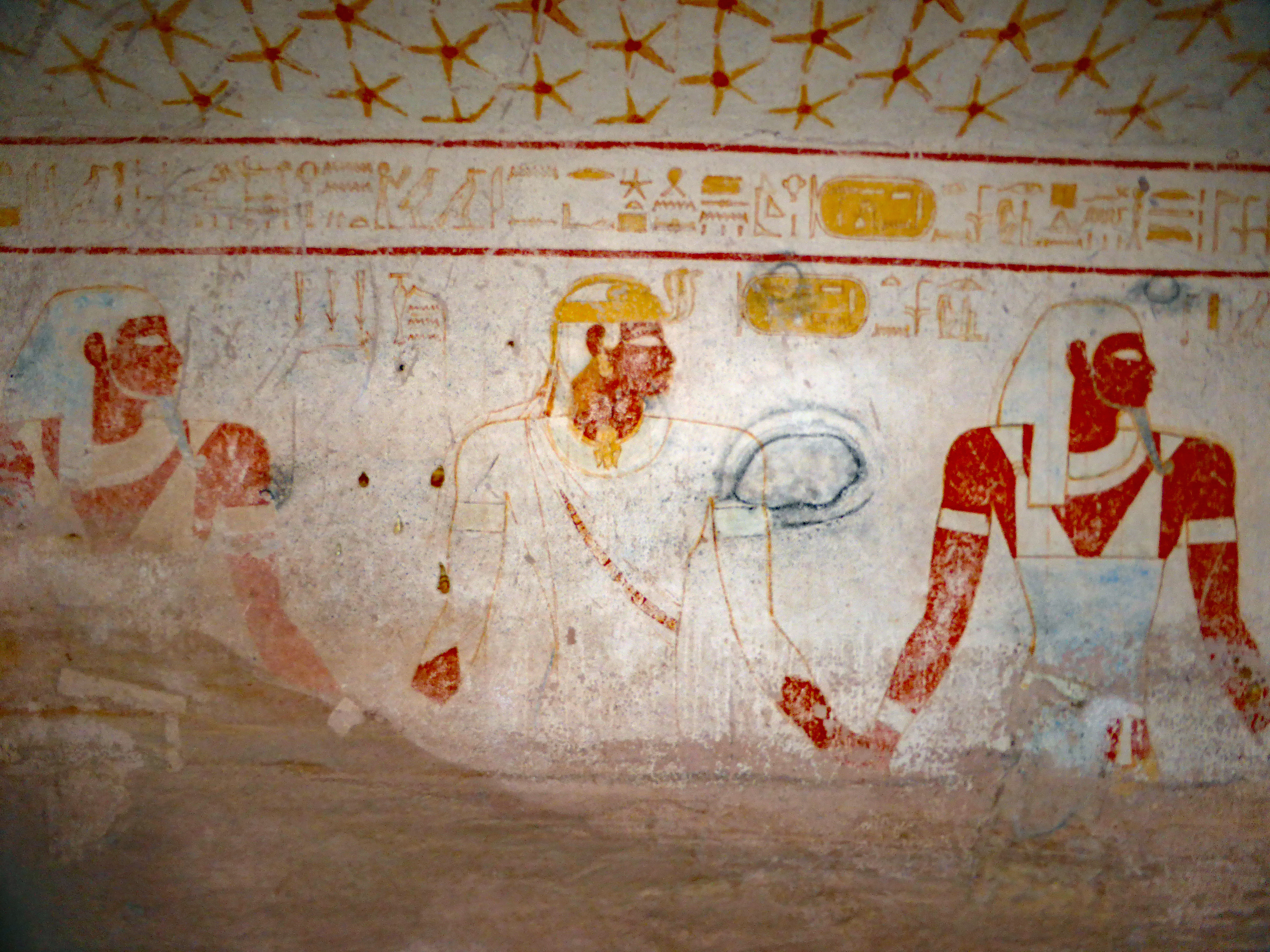
Tanutamon sírkamrája

## Fordítás
- Ez a szócikk részben vagy egészben  az   El-Kurru című angol Wikipédia-szócikk ezen változatának fordításán alapul.  Az eredeti cikk szerkesztőit annak laptörténete sorolja fel. Ez a jelzés csupán a megfogalmazás eredetét és a szerzői jogokat jelzi, nem szolgál a cikkben szereplő információk forrásmegjelöléseként.